# ステラワークス
ステラワークスは、上海に拠点を置く家具ブランド。堀雄一朗が創業者兼CEOを務め、建築家でありデザイナーでもあるNeri&HuのLyndon NeriとRosanna Huがクリエイティブディレクションを担う。

## ブランド概要
ステラワークスは、2012年に設立。同年のミラノサローネで家具コレクションを発表。
同社では、ダイニングチェア、ラウンジチェア、スツール、バーチェア、ベンチ、テーブル、キャビネット、シェルフ、カート、オットマン、ベッド、照明、アクセサリーなどを、商業施設や住宅向けに製造しており、コレクションにはイェンス・リソム（英語: Jens Risom）、ヴィルヘルム・ウォラート（英語: Vilhelm Wohlert）、カルロ・フォルコリーニなどのデザインを復刻したヴィンテージコレクションもある。
ステラワークスは、The Londoner、The Stratford、The Rosewood Beijing、11 Howard Hotel New York、Noma Restaurant Copenhagenなどの世界的なホスピタリティプロジェクトや、ルイジアナ近代美術館、新上海劇場などの文化施設にも家具を提供。
また同社の製品は、Wallpaper* Smart Space Awards（2021年）、Interior Design MagazineのBest of Year（2020年）、Archiproducts Awards（2018年）、Wallpaper* Design Awards（2017年）など、数多くの賞を受賞している。

## デザイナー
ステラワークスは、Neri&Hu、nendo、ヤブ・プシェルバーグ（英語: Yabu Pushelberg）、デイヴィッド・ロックウェル（英語: David Rockwell）、ミケーレ・デ・ルッキ（英語: Michele De Lucchi）、スペース・コペンハーゲン（英語: Space Copenhagen）、セバスチャン・ヘルクナー（ドイツ語: Sebastian Herkner）、Luca Nichettoなど、世界で活躍する著名デザイナーと協業しコレクションを発表している。

## 拠点
世界各地にオフィスを持ち、ニューヨークと上海にフラッグシップショールームを構え、ヨーロッパとアジアでは、Troels Holch Povlsen（英語: Troels Holch Povlsen）が経営するデンマークの企業、ナイン・ユナイテッドが販売を行っている。